# Gare de Bouray
Gare de Bouray vasútállomás és RER állomás Franciaországban, Lardy településen.

## Vasútvonalak
Az állomást az alábbi vasútvonalak érintik:
- Párizs–Bordeaux-vasútvonal

## Kapcsolódó állomások
A vasútállomáshoz az alábbi állomások vannak a legközelebb:
- Gare de Lardy (Gare de Bordeaux-Saint-Jean, Párizs–Bordeaux-vasútvonal)
- Gare de Marolles-en-Hurepoix (Paris Gare d’Austerlitz, Párizs–Bordeaux-vasútvonal)
- Gare de Marolles-en-Hurepoix (Gare de Saint-Quentin-en-Yvelines - Montigny-le-Bretonneux, Gare de Versailles-Château-Rive-Gauche, RER C)
- Gare de Lardy (Gare de Saint-Martin-d'Étampes, RER C)

## Lásd még
- Franciaország vasútállomásainak listája
- A RER állomásainak listája